# Вајрика (Калифорнија)
Вајрика (енгл. Yreka) град је у америчкој савезној држави Калифорнија. По попису становништва из 2010. у њему је живело 7.765 становника.

## Демографија
Према попису становништва из 2010. у граду је живело 7.765 становника, што је 475 (6,5%) становника више него 2000. године.
| Група             | 2000.         | 2010.         |
| Белци             | 6.108 (83,8%) | 6.078 (78,3%) |
| Афроамериканци    | 35 (0,5%)     | 57 (0,7%)     |
| Азијати           | 133 (1,8%)    | 94 (1,2%)     |
| Хиспаноамериканци | 392 (5,4%)    | 753 (9,7%)    |
| Укупно            | 7.290         | 7.765         |